# أولاد هداج
أولاد هداج هي إحدى بلديات دائرة بودواو ولاية بومرداس الجزائرية. يحدها شملا بلدية الرغاية التابعة للعاصمة وجنوبا بلدية أولاد موسى، من الشرق بلدية بودواو ومن الغرب خميس الخشنة وبلدية الرويبة.
تنقسم بلدية أولاد هداج إلى عدة احياء منها:
- حي عمر بومدين الذي يقع به مركز البلدية.
- حي اعمر العمراني ويعتبر من انظف الأحياء واجملها.
- حي علي حساين.
- حي إبراهيم رابية
- حي محمد جزار
- حي رابح قاريدي المطل على الطريق السريع.
- حي الجيلالي الدرعي.
- حي محمد سلاجقي.
- حي بورعدة عيسى.
- حي أحمد صالحي
- حي سعيداني الجيلالي.
- حي المخفي (سابقا )و ينقسم إلى 04 أحياء محمد بوضياف ، علام المشري ، محمد بورعدة ، علال الساعي.
- حي العمارات وينقسم إلى قسمي.
- حي عدل 1500 مسكن
- حي عدل 1000 مسكن.
- التعليم
- 🔶تحتوي بلدية أولاد هداج على 14 مدرسة ابتدائية هي:
- مدرسة عبد الحميد ابن باديس
- مدرسة سعد دحلب
- مدرسة بوعلام بورعدة
- مدرسة علي بوسيف
- مدرسة رابح ڨردوبة
- مدرسة محمد حواش
- مدرسة موساوي جيلالي
- مدرسة بومغارف عيسى
- مدرسة والي أحمد
- مدرسة صايب أحمد
- مدرسة محمد بومدين
- مدرسة مالك بن نبي
- مدرسة أمحمد مسعودي
- مدرسة بركون رابح
- 🔶 كما تحتوي بلدية أولاد هداج على 06 متوسطات
- متوسطة البشير الإبراهيمي
- متوسطة عمر رباحي
- متوسطة محمد فوعيصي
- متوسطة مولود قاسم
- متوسطة جزار جيلالي
- متوسطة غربي سالم
- إضافة إلى ثانويتين
- 🔸 ثانوية سالم علام
- 🔸 ثانوية علال العيشاوي

🔶 المساجد
مسجد عبد الرحيم ( المركزي)
مسجد الرحمان ( صوالحية)
مسجد أبو بكر الصديق ( الدروع)
مسجد عمر بن الخطاب ( رعايدية)
مسجد عائشة ام المؤمنين ( اعمر العمراني)
مسجد علي بن ابي طالب ( علي بوسيف)
مسجد الهدى ( حوش المخفي وسط)
مسجد المهاجرون ( حوش المخفي)
مسجد السلام ( حوش المخفي )
مسجد فاطمة الزهراء ( حوش المخفي) 

## الرياضة
تحتوي أولاد هداج على ملعب بلدي وصالة للكراتيه والكونغ فو وملعب صغير لكرة القدم العمارات.
و أنجبت هذه البلدية البسيطة شخصية معروفة على مستوى الوطن وهو العربي بورعدة (بطل في الركض السريع)و هو يقيم بها حاليا. بالإضافة إلى اللاعب الوطني مغني مراد.

### الملاعب
يضم إقليم هذه البلدية العديد من ملاعب كرة القدم، منها:
1. ملعب أولاد هداج (الإحداثيات: 36°42′45″N 3°20′11″E / 36.7123807°N 3.3362851°E)

## وصلات أخرى

### وصلات خارجية
1. ↑  مساحة بلدية أولاد هداج نسخة محفوظة 26 أبريل 2016 على موقع واي باك مشين.
2. ↑  إحصاء سكان ولاية بومرداس نسخة محفوظة 03 مارس 2016 على موقع واي باك مشين.